# Hylarana raniceps
Hylarana raniceps är en groddjursart som först beskrevs av Peters 1871.  Hylarana raniceps ingår i släktet Hylarana och familjen egentliga grodor. IUCN kategoriserar arten globalt som livskraftig. Inga underarter finns listade i Catalogue of Life.